# بیست و چهارمین دوره جوایز بفتا
 بیستمین و چهارمین دوره جوایز بفتا (به انگلیسی: 24st British Academy Film Awards) در سال ۱۹۷۱ به افتخار فیلم ۱۹۷۰ در لندن برگزار شد . 

## جوایز و نامزدها
| ۱۹۷۰ 24th | بهترین بازیگر نقش اول مرد |               |                              |                                   |
| ۱۹۷۰ 24th | بهترین بازیگر نقش اول مرد | رابرت ردفورد  | بوچ کسیدی و ساندنس کید       | ساندنس کید                        |
| ۱۹۷۰ 24th | بهترین بازیگر نقش اول مرد | رابرت ردفورد  | قهرمان اسکی                  | David Chappellet                  |
| ۱۹۷۰ 24th | بهترین بازیگر نقش اول مرد | رابرت ردفورد  | Tell Them Willie Boy Is Here | Deputy Sheriff Christopher Cooper |
| ۱۹۷۰ 24th | بهترین بازیگر نقش اول مرد | الیوت گولد    | مش                           | Trapper John McIntyre             |
| ۱۹۷۰ 24th | بهترین بازیگر نقش اول مرد | الیوت گولد    | باب و کارول و تد و آلیس      | تد هندرسون                        |
| ۱۹۷۰ 24th | بهترین بازیگر نقش اول مرد | پل نیومن      | بوچ کسیدی و ساندنس کید       | ساندنس کید                        |
| ۱۹۷۰ 24th | بهترین بازیگر نقش اول مرد | جرج سی. اسکات | پاتون                        | جورج پاتون                        |

- بهترین بازیگر نقش اول زن  کاترین راس
- بهترین بازیگر نقش مکمل مرد  کالین ویلند
- بهترین بازیگر نقش مکمل زن  سوزانا یورک
- بهترین کارگردان 'جرج روی هیل' برای فیلم بوچ کسیدی و ساندنس کید
- بهترین فیلم بوچ کسیدی و ساندنس کید
- جایزه بفتای بهترین فیلمنامه بوچ کسیدی و ساندنس کید